# Bộ Tỷ (比)
Bộ Tỷ, bộ thứ 81 có nghĩa là "so sánh" là 1 trong 34 bộ có 4 nét trong số 214 bộ thủ Khang Hy.
Trong Từ điển Khang Hy có 21 chữ (trong số hơn 40.000) được tìm thấy chứa bộ này.

## Tự hình Bộ Tỷ (比)

Giáp cốt văn
Kim văn
Đại triện
Tiểu triện

## Chữ thuộc Bộ Tỷ (比)
| Số nét bổ sung | Chữ                  |
| -------------- | -------------------- |
| 0              | 比/tỷ/               |
| 2              | 毕/tất/              |
| 5              | 毖/bí/ 毗/bì/ 毘/bì/ |
| 6              | 毙/tễ/               |
| 13             | 毚/sàm/              |